# Herz-Jesu-Kirche (Niš)

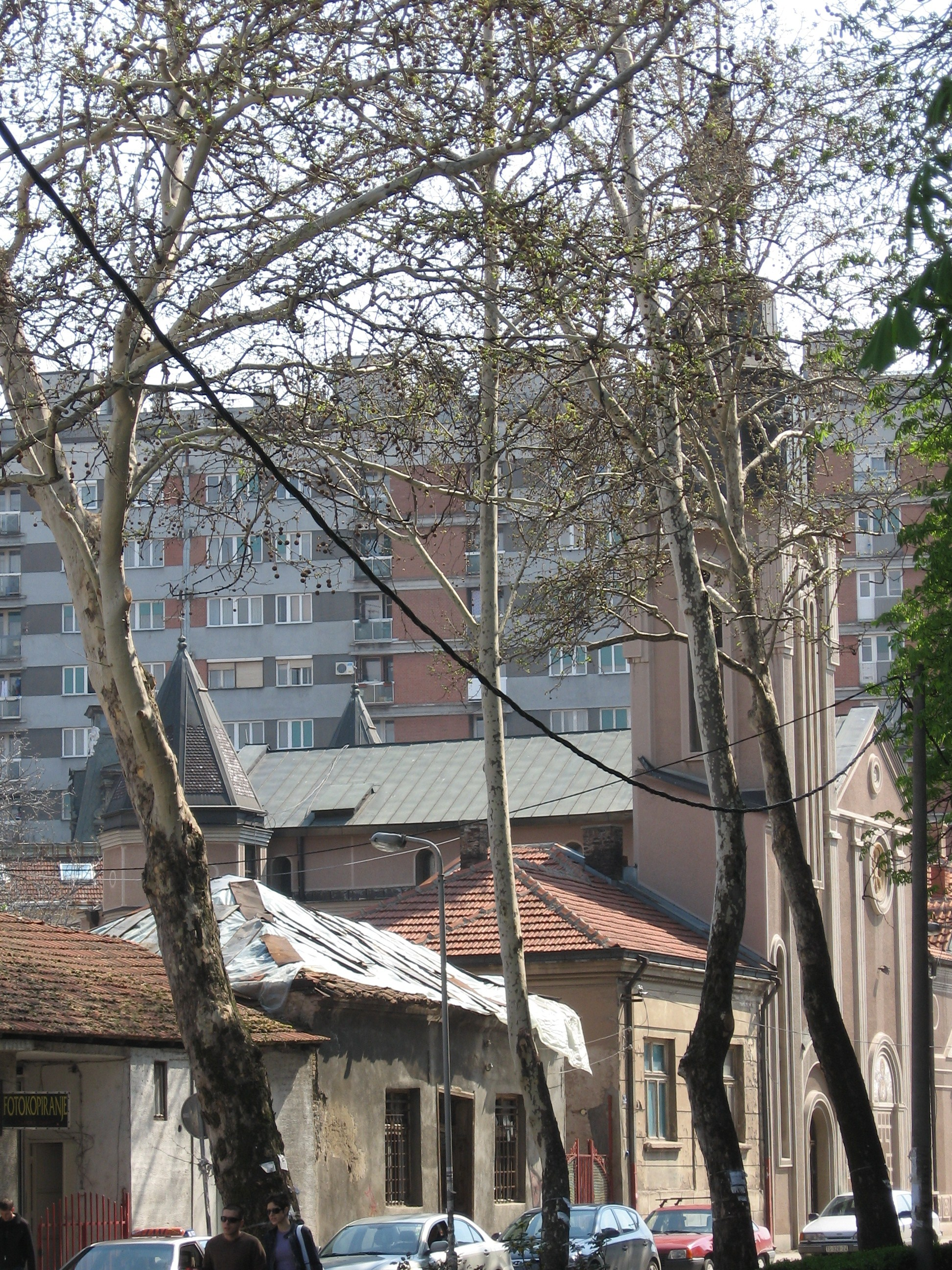
Herz-Jesu-Kirche (Niš)

Die Herz-Jesu-Kirche (serbisch Пресветог срца Исусовог) ist eine römisch-katholische Kirche in Niš, Serbien. Sie ist der Verehrung des Herzens Jesu geweiht.

## Geschichte
In Niš werden römisch-katholische Christen noch im Mittelalter erwähnt. Bei diesen handelte es sich zumeist um Händler aus Dubrovnik, deren Handelshäuser ständige Vertretungen in allen größeren serbischen Städten und Märkten hielten. Zumindest eine Kirche ist teilweise erhalten geblieben, die so genannte Lateinerkirche aus dem 12. Jahrhundert. Während der Osmanenherrschaft war für die kleine Gemeinde, die auch weiterhin meistens aus Zugereisten bestand, der römisch-katholische Bischof von Skopje zuständig.
Die Geschichte der heutigen Gemeinde beginnt ab der zweiten Hälfte des 19. Jahrhunderts. Nachdem das Fürstentum Serbien 1878 unabhängig wurde, verpflichtete es sich zum Ausbau der Eisenbahnlinie Belgrad–Niš. Es kamen zahlreiche Arbeiter aus anderen Ländern, unter ihnen Ingenieure und Facharbeiter im Bergbauwesen, an denen es im damaligen Serbien mangelte. 1884 wurde in einem privaten Haus in der Nähe der Pension Marger eine erste römisch-katholische Kapelle errichtet. Im gleichen Jahr wurden regelmäßige Gottesdienste unter dem Barnabiten Cesare Tondini de Quarenghi abgehalten. Die Barnabiten hielten damals eine ständige Mission in Kragujevac und Cesare Tondini war für alle römisch-katholischen Christen auf dem Territorium des Fürstentums Serbien (ab 1882 Königreich) zuständig. 1885 kam aus Polen der Kamaldulenser-Priester Wilibald Czock, der die Gemeinde übernahm und diese erweiterte.

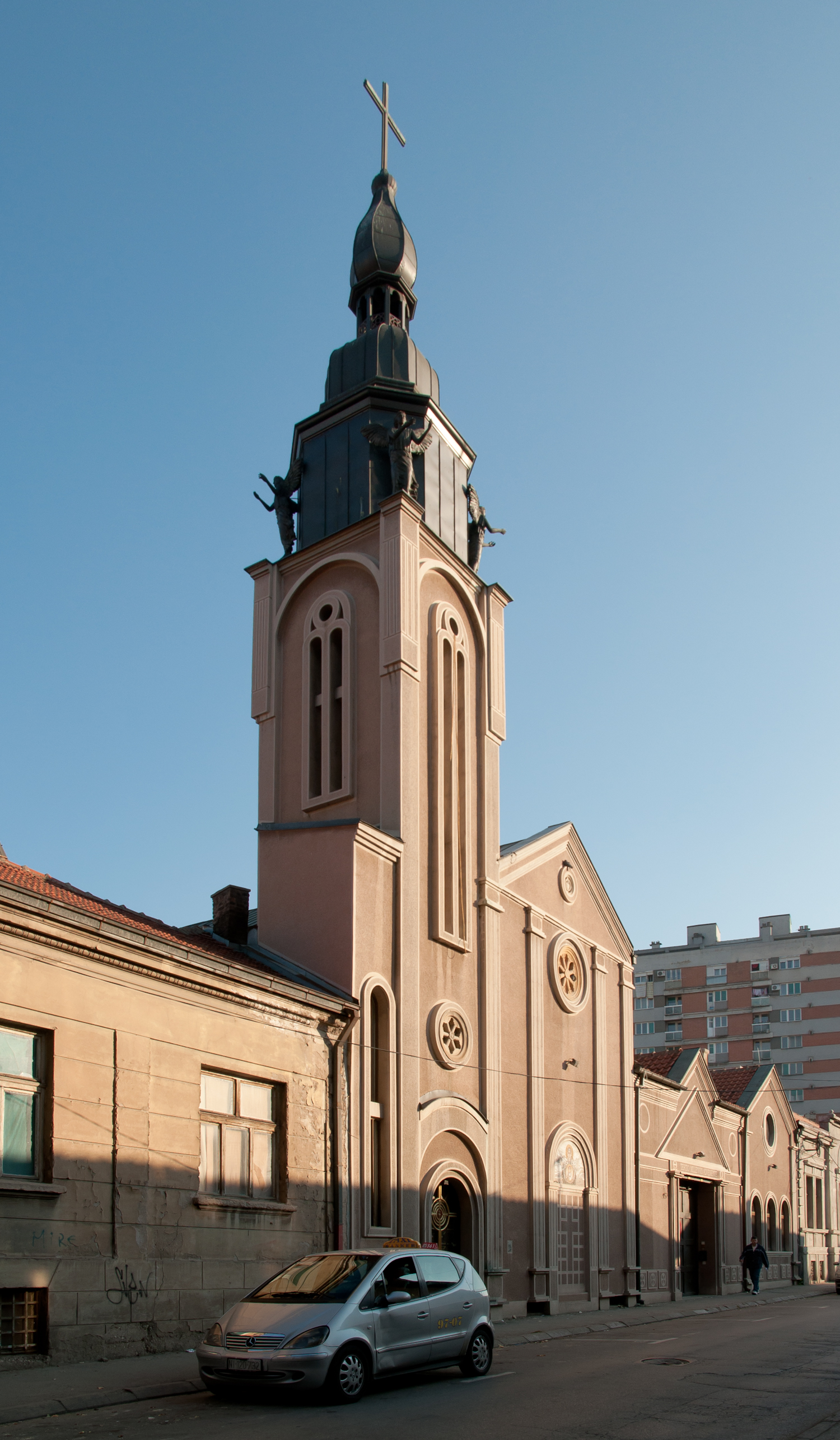
Kirchturm der Herz-Jesu-Kirche

Die Gemeinde umfasste nun das ganze damalige Ost- und Südserbien und zählte etwa 3.000 Mitglieder. Czock begann 1887 mit dem Bau der alten Herz-Jesu-Kirche in Niš, die auch eine Schule umfasste. Die Schule wurde allerdings drei Jahre später von der serbischen Regierung geschlossen. Czock setzte sich generell für eine Unabhängigkeit der Kirche gegenüber der staatlichen Gewalt und Politik, weswegen er auch in Konflikt mit dem Bischof Strossmayer kam. Dieser bewirkte, dass Czock um 1897 Niš verlassen musste und durch Julije Biljan ersetzt wurde. Czock kehrte zwar 1901 zu der Gemeinde, die er organisierte, zurück, übernahm aber nicht mehr deren Leitung. Er verstarb dort 1903. Biljan wiederum führte die Gemeinde dann bis 1918. Ihm folgte danach bis 1920 Hubert Karthaus.
Von 1920 bis 1927 leitete der aus Istrien emigrierte Tscheche Ferdinand Hrdy die Gemeinde. Unter Leitung von Hrdy, 1921 zum apostolischen Administrator ernannt, wurde 1925 die Herz-Jesu-Kirche renoviert und vergrößert. Er gründete ebenfalls die Gemeinde in Bor. 1927 übergab Hrdy die Gemeinde an das Erzbistum Belgrad und kehrte in die damalige Tschechoslowakei zurück. Von nun an gehörten die Gemeinden von Niš und Bor zum Belgrader Erzbistum. Die Leitung der Gemeinde Niš bekam der bosnisch-kroatische Franziskaner Srećko Perić, der wiederum die Gemeinden von Kragujevac, Smederevo, Šabac, Zaječar, Kraljevo und Ravna Reka gründete und die bis heute bestehen.

## Gegenwart
Die Gemeinde der Herz-Jesu-Kirche in Niš umfasst heute zwei Filialen, eine in Leskovac mit der Kapelle der Mariä Himmelfahrt (1967) und die zweite in Aleksinac mit der Kapelle des Hl. Josefs des Arbeiters. Die neue Herz-Jesu-Kirche mitsamt dem Pfarrzentrum wurde 1994–2000 errichtet. Obwohl die heutige Gemeinde von den Franziskanern nach 1927 gegründet wurde, wurde sie eine Zeitlang auch von den Salesianern und Diözesanpriestern geführt. Gegenwärtig wird sie von Mitgliedern des Neokatechumenalen Weges geleitet.